# Thomas Knox (2e comte de Ranfurly)
Thomas Knox, 2e comte de Ranfurly (19 avril 1786 - 21 mars 1858), titré vicomte Northland entre 1831 et 1840, est un pair et un homme politique anglo-irlandais. 

## Biographie
Ranfurly est le fils aîné de Thomas Knox (1er comte de Ranfurly), et de Diana Jane, fille d'Edmund Pery (1er vicomte Pery). Il porte le titre de courtoisie de vicomte Northland lorsque son père est élevé au comté de Ranfurly en 1831. Il étudie au St John's College, Cambridge. 
Ranfurly est élu au Parlement comme l'un des deux représentants du comté de Tyrone en 1812 (succédant à son père), un siège qu'il occupe jusqu'en 1818. Entre 1818 et 1830, il est le seul représentant de Dungannon au Parlement . En 1840, il succède à son père dans le comté et entre à la Chambre des lords en tant que baron Ranfurly. 
Lord Ranfurly épouse Mary Juliana, fille de William Stuart, archevêque d'Armagh en 1815. La mère de Mary Juliana, Sophia Margaret Penn, est la fille de Thomas Penn, un fils de William Penn, fondateur de Pennsylvanie. Ils ont quatre fils et six filles. Il meurt en mars 1858, âgé de 71 ans, et est remplacé dans le comté par son fils aîné, Thomas Knox (3e comte de Ranfurly) (en). Lady Ranfurly est décédée en juillet 1866. 